# Норьега, Эрик
Эрик Карлос Норьега Лорет де Мола (исп. Erick Carlos Noriega Loret de Mola, яп. ノリエガ・ロレット・デ・モラ・エリック・カルロス; род. 22 октября 2001, Нагоя) — перуанский футболист, защитник клуба «Альянса Лима» и сборной Перу.

## Биография
Родился в японском городе Нагоя в семье перуанцев, при этом его мать была перуанкой японского происхождения.

### Клубная карьера
Начинал заниматься футболом в перуанском клубе «Альянса Лима». В 2016 году перешёл в молодёжную команду японского «Симидзу С-Палс». На профессиональном уровне дебютировал в 2020 году в клубе «Матида Зельвия», где выступал на правах аренды. Сыграл 7 матчей во втором дивизионе Джей-лиги. Единственный матч за «Симидзу С-Палс» провёл 7 июля 2021 года в Кубке Императора, появившись на замену на 88-й минуте встречи с «Ивате Грулла Мориока». По окончании сезона покинул команду и некоторое время находился без клуба. Летом 2022 года около двух месяцев провёл в клубе немецкой Регионаллиги «Штрален», но участия в матчах не принимал. Позже вернулся в Перу.
Сезон 2023 провёл в клубе второго дивизиона «Универсидад Сан-Мартин». Перед началом сезона 2024 перешёл в клуб высшей лиги «Комерсиантес Унидос». Летом того же года подписал контракт с «Альянса Лима».

### Карьера в сборной
В августе 2019 года сыграл за сборную Японии до 19 лет в товарищеском матче против сверстников из Бельгии. На 25-й минуте встречи успешно реализовал пенальти, открыв счёт встречи. Игра завершилась со счётом 2:2.
С 2023 года выступал за сборную Перу до 23 лет. В 2024 принял участие в неудачном для Перу предолимпийском турнире КОНМЕБОЛ. 22 марта 2024 года дебютировал за основную сборную Перу в товарищеском матче с Никарагуа (2:0), в котором вышел на замену на 73-й минуте вместо Карлоса Аскуэса.